# 渡辺敬介
渡辺 敬介（わたなべ けいすけ、1985年5月6日 - ）は、日本の元お笑い芸人、俳優である。
栃木県出身。血液型はB型。身長・体重は158cm・58kg、栃木県立宇都宮工業高等学校卒業。ヒューマンアカデミーお笑い芸人養成講座出身。

## 概要
- 2004年10月から2012年1月まで、小庭康正とお笑いコンビ「ぼれろ」で活動していた（担当はボケ）。
- 2005年のテレビドラマ『野ブタ。をプロデュース』の劇中にて、末高斗夢とお笑いコンビ・ディスティニーとして共演した。
- 日光江戸村への就職を考えていて、実際に履歴書など書類も送ったが書類選考で落ちたという[1]。
- 2014年にはアメリカンコミックスの飯島翔平とお笑いコンビ「エイリアンGOGO」で活動していた。
- アルコール依存症が原因で仕事を何度も遅刻した。それが原因でサンミュージックから解雇・コンビ解散となった[2]。
- 2015年3月〜6月、ファイト中田とのコンビ「ピーターパンZ」として活動[3]。
- 「劇団PIS★TOL」に入団し、2016年4月より劇団員として活動している。

## 出演

### テレビドラマ
- 野ブタ。をプロデュース（2005年、日本テレビ） - 長谷川俊明 役
- ダンドリ娘（2006年、フジテレビ） - 春田一 役
- ダンドリ。〜Dance☆Drill〜（2006年、フジテレビ） - 春田一 役、最終話ゲスト
- ドラマ24・Xenos（2007年1月 - 3月、テレビ東京） - マック 役（秘密クラブXenosダンサー）
- 猿ロック Episode.5（2009年、日本テレビ） - 西谷夏樹 役
- ゲゲゲの女房（2010年、NHK） - 斉藤（嵐星社社員） 役

### 映画
- 守護天使（2009年）- 配達員 役
- 踊る大捜査線 THE MOVIE3 ヤツらを解放せよ!（2009年）-記者 役

### CM
- ダイハツ・新型MOVE（ナレーション）